# V - Visitors (miniserie televisiva 1984)
V - Visitors (V: The Final Battle) è una miniserie televisiva statunitense andata in onda su NBC nel maggio 1984.
È il seguito di V - Visitors, miniserie televisiva del 1983. V: The Final Battle venne poi seguita da una serie televisiva di 19 episodi chiamata Visitors.
In Italia, venne trasmessa nel 1984 su Canale 5 assieme alla miniserie precedente V (1983) con il titolo unico V - Visitors.

## Episodi
| Titolo           | Prima TV USA  | Prima TV Italia |
| ---------------- | ------------- | --------------- |
| Primo episodio   | 6 maggio 1984 | 21 ottobre 1984 |
| Secondo episodio | 7 maggio 1984 | 28 ottobre 1984 |
| Terzo episodio   | 8 maggio 1984 | 4 novembre 1984 |

### Primo episodio
Sono trascorsi quattro mesi dall'arrivo dei Visitatori sulla Terra. Gli alieni hanno preso il controllo dei mezzi di comunicazione e continuano a far credere agli abitanti del nostro pianeta di essere venuti in pace e in amicizia. Gli uomini della Resistenza decidono di colpire durante una cerimonia, con la quale i Visitatori doneranno alla Terra un vaccino contro il cancro. In diretta televisiva la dottoressa Parrish smaschera il capo della flotta, John, ma viene catturata dagli uomini agli ordini di Steven e Diana.

### Secondo episodio
Juliet Parrish è stata catturata dai Visitatori ed ora Diana è decisa a sottoporla all'evulsionatore, una macchina che dovrebbe poi renderla meno aggressiva e più disponibile nei confronti degli alieni. Questi ultimi vengono a conoscenza dell'ubicazione del rifugio della Resistenza e costringono gli uomini di Donovan alla fuga. Mike è deciso a liberare Juliet ma si scontra con Ham, il nuovo arrivato. Diana deve sottostare agli ordini di un nuovo capo militare giunto sulla sua astronave. L'operazione per liberare Juliet riesce. Nel nuovo nascondiglio della Resistenza, Robin mette al mondo il figlio avuto dal visitatore Brian, una bambina, ma al tempo stesso dà alla luce anche un rettile.

### Terzo episodio
Robin ha dato alla luce due gemelli: una piccola bambina che sembra in tutto e per tutto un'umana ed un'altra creatura, totalmente aliena. La piccola Elizabeth si sviluppa e cresce in modo quasi istantaneo, mentre l'alieno muore. Juliet effettua alcune analisi sui due neonati e viene a conoscenza di un batterio che potrebbe essere letale per gli alieni ed innocuo per i terrestri. Viene così messa a punto una polvere rossa. L'arma per sconfiggere gli alieni è finalmente stata trovata. Aiutati dal gruppo Quinta Colonna, i membri della Resistenza penetrano nell'astronave madre, dove Diana ha intenzione di far detonare una bomba termonucleare. Elizabeth riesce a scongiurare il peggio, ma Diana fugge.

## Personaggi e interpreti
- Diana, interpretata da Jane Badler.
- Juliet Parrish, interpretata da Faye Grant.
- Mike Donovan, interpretato da Marc Singer.
- Robert Maxwell, interpretato da Michael Durrell.
- John, interpretato da Richard Herd.
- Steven, interpretato da Andrew Prine.
- Willie, interpretato da Robert Englund.

## Serie televisive derivate
Il successo ottenuto dalle due miniserie portò alla realizzazione nel 1984 di una serie televisiva in 19 episodi, Visitors (nell'originale sempre V), trasmessa fino al 1985.
Dal 2009 al 2011 ne è stata prodotta una serie remake di due stagioni e 22 episodi, V.